# Neoleva robertsoni
Neoleva robertsoni är en insektsart som beskrevs av Nicholas David Jago 1996. Neoleva robertsoni ingår i släktet Neoleva och familjen gräshoppor. Inga underarter finns listade i Catalogue of Life.